# Dome Nunatak
Dome Nunatak är en nunatak i Antarktis. Den ligger i Östantarktis. Nya Zeeland gör anspråk på området. Toppen på Dome Nunatak är 977 meter över havet, eller 126 meter över den omgivande terrängen. Bredden vid basen är 1,8 km.
Terrängen runt Dome Nunatak är huvudsakligen kuperad, men norrut är den bergig. Terrängen runt Dome Nunatak sluttar österut. Trakten är obefolkad. Det finns inga samhällen i närheten. 